# Michał Holländer
Michał Karol Holländer (ur. 13 sierpnia 1891, zm. ?) – porucznik kawalerii Wojska Polskiego.

## Życiorys
Urodził się 13 sierpnia 1891. Po odzyskaniu przez Polskę niepodległości został przyjęty do Wojska Polskiego. Został awansowany do stopnia porucznika kawalerii ze starszeństwem z 1 czerwca 1919. W 1923 był oficerem rezerwowym 7 Pułku Strzelców Konnych w Poznaniu.
W 1924 r. zainicjował rejestrację klaczy rodnych oraz powstanie Związku Hodowców Koni Rasy Huculskiej. W celu ratowania tej rasy przed niekontrolowanym krzyżowaniem się z ogierami innych ras postanowił przeprowadzić rejestrację klaczy huculskich na terenach Huculszczyzny. 